# Matthias Joseph Scheeben
Matthias Joseph Scheeben, né à Meckenheim, près de Bonn (Allemagne) le 1er mars 1835 et décédé à Cologne le 21 juillet 1888, était un prêtre catholique allemand, théologien, mystique et écrivain de renom.

## Biographie
Il étudie à l'Université pontificale grégorienne à Rome (1852-1859) auprès des professeurs jésuites de l'école dite de Rome (Giovanni Perrone, Carlo Passaglia, François Michelin, Klemens Schrader), où il acquiert une bonne connaissance des Pères de l'Église et des principaux théologiens scolastiques (Thomas d'Aquin, Francisco Suarez, entre autres). Ordonné prêtre le 18 décembre 1858, il enseigne ensuite la théologie dogmatique au séminaire épiscopal de Cologne (1860-1875).

## Un théologien et un mystique
Scheeben est un esprit mystique. Son esprit se révèle dans ses travaux sur la grâce divine, l'union hypostatique, la vision béatifique, la présence de Dieu en toutes choses. Ses élèves sont impressionnés par le flot régulier de ses longues phrases difficiles.
Il a le souci dans son travail théologique de montrer l’interrelation profonde existant entre tous les mystères du christianisme. Il est célèbre pour ses travaux sur la grâce. Il est l'un des théologiens catholiques du XIXe siècle les plus estimés.

### Une théologie systématique
Scheeben est d’abord un dogmaticien. Il est moins intéressé par l'apologétique (qui veut montrer la crédibilité de la Révélation chrétienne) que par le contenu même de la Révélation. Celui-ci constitue pour lui un système organique de vérités surnaturelles, où il n'y a pas de contradiction. Mettre en évidence la cohérence interne et la rationalité intrinsèque de la Révélation chrétienne est la tâche du théologien. 
La catégorie du "surnaturel" revêt une importance centrale pour Scheeben qui s’oppose ainsi au courant rationaliste et au naturalisme de son temps. Il étudie aussi le rapport entre la foi chrétienne et la connaissance et effectue une analyse théologique de l'acte de foi.

### Relation entre foi et raison
Scheeben commence son œuvre théologique peu avant le Concile Vatican I (1869-70) et dans un contexte marqué par les Lumières et la philosophie de Kant. Il y a urgence à aborder certaines questions dans ce contexte nouveau : rapports théologie / philosophie, nature / grâce, foi / connaissance, raison / révélation, etc.. 
Ni le rationalisme ni le fidéisme (ou fondamentalisme) ne conviennent, puisqu’ils éliminent l’un des deux termes de la relation. Pour Scheeben, raison et foi sont deux lumières qui, bien que provenant d'une seule source (Dieu), doivent être distinguées en ce qui concerne leurs domaines et principes propres. Le christianisme établit entre les deux une « relation de service », mais non de soumission. Ce n'est pas un rapport d'esclaves, la raison jouant un rôle à part entière et irremplaçable. Il utilise ici l'image de la relation entre époux. La raison théologique et la connaissance des mystères de Dieu ne peuvent avoir lieu sans être fécondées par la semence de la foi, tandis que la foi sans la raison ne peut s'épanouir, ni développer et expliquer son contenu. Les deux natures du Christ offrent une analogie pour saisir la relation entre la raison et la foi, entre la philosophie et la théologie.

## Œuvres
- Nature et grâce, Desclée de Brouwer, 1957 (Natur und Gnade, 1861)
- Les mystères du christianisme, Desclée de Brouwer, 1947 (Mysterien des Christenthums, 1865-97)
- Les merveilles de la grâce divine, Desclée de Brouwer, 1940 (Die Herrlichkeiten der göttlichen Gnade, 1863-1908)
- La dogmatique, Tome 1 à 4, 1877 (Handbuch der katholischen Dogmatik,  sept parties, 1873-87).
- Le Mystère de l'Église et de ses sacrements, Cerf , 1956